# 欧仁·伊萨贝

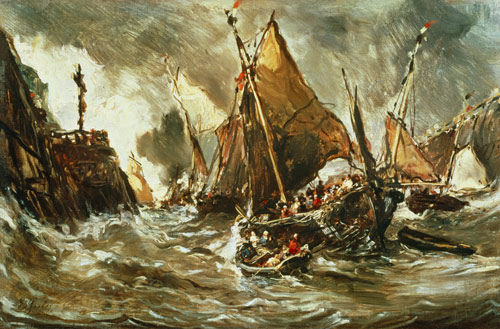
Sailor coming out of Saint-Valery harbor，收藏於康城

欧仁·路易·加布里埃尔·伊萨贝（法語：Eugène Louis Gabriel Isabey，法語發音：[øʒɛn lwi ɡabʁijɛl izabɛ]；1803年7月22日—1886年4月27日）。法兰西第一帝国的法国画家與版畫家。

## 生涯
欧仁·伊萨贝出生於巴黎，其父让-巴蒂斯特·伊萨贝亦是個畫家。欧仁·伊萨贝曾在羅浮宮學習與工作，其早年畫作多為水彩風景畫，1820年他至諾曼第與英國旅遊，完成了許多地景與海景畫。
1830年欧仁·伊萨贝以插畫家的身分，隨著法國探險隊來到阿爾及爾，探險隊的畫作在市場上銷售不佳，促使他轉向創作敘事畫與歷史畫作，之後他被選為路易－菲利普一世的宮廷畫家。

## 图库

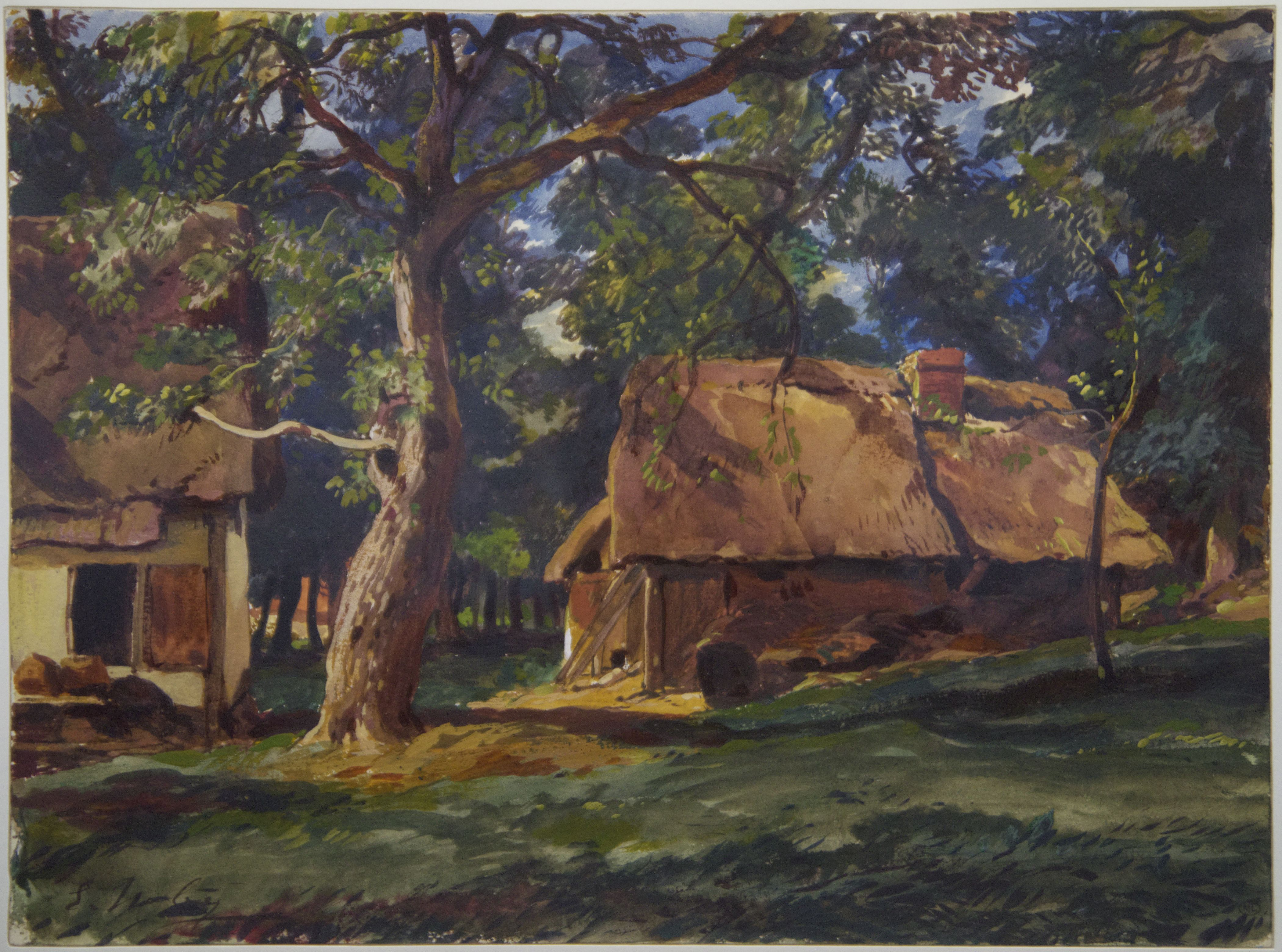
墨水，水彩颜料，水粉画颜料
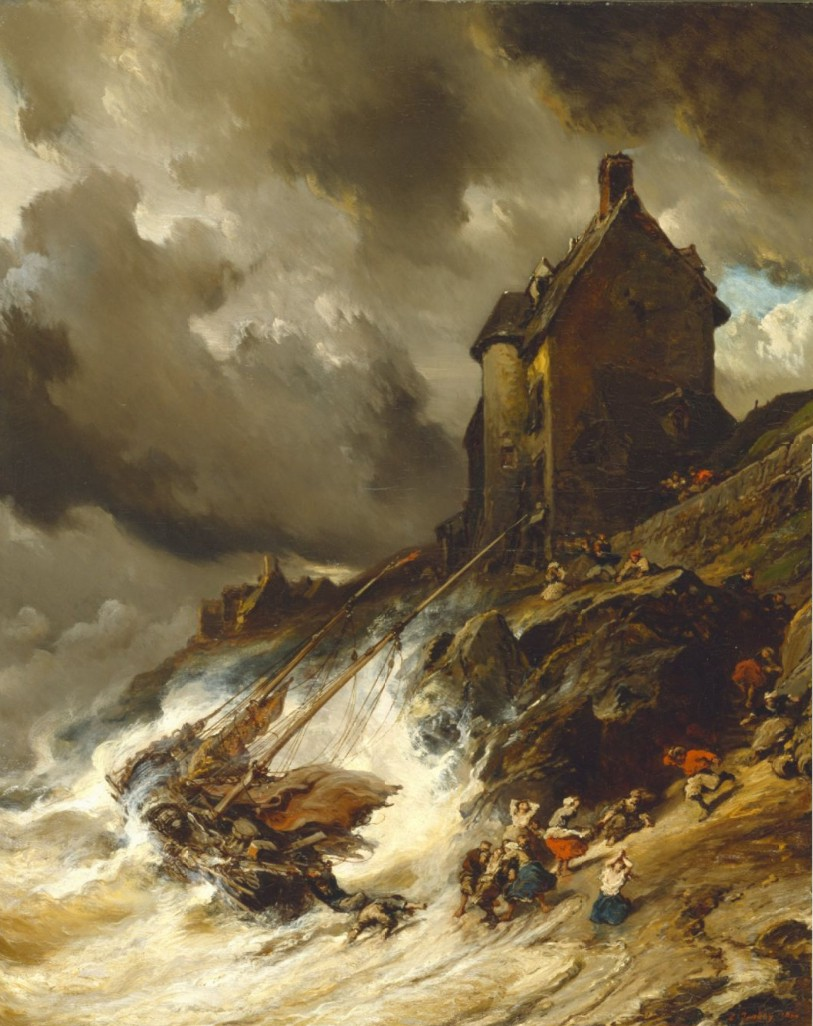
油画颜料
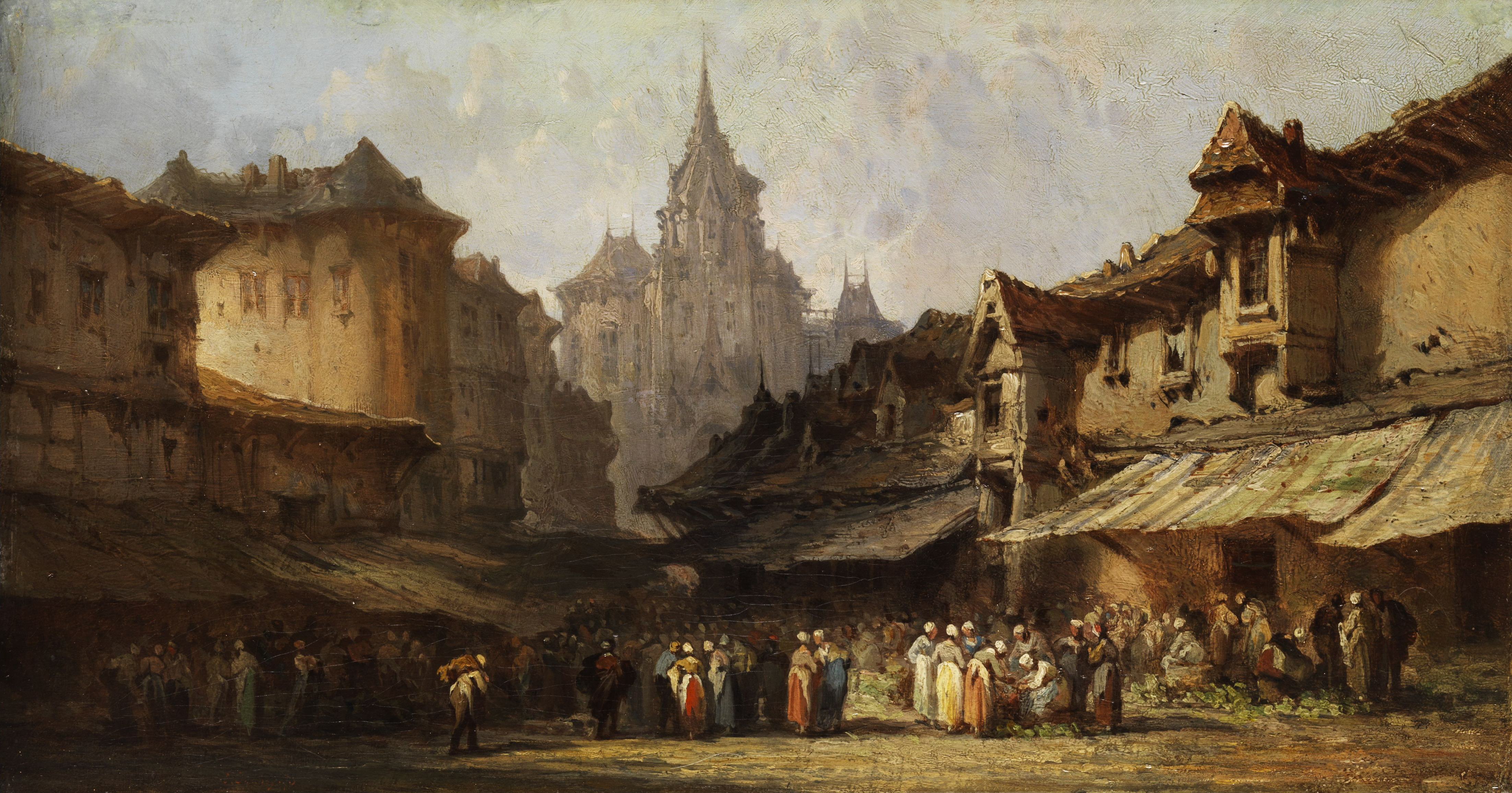
油画颜料